# ILKAP
ILKAP (англ. ILK associated serine/threonine phosphatase) – білок, який кодується однойменним геном, розташованим у людей на короткому плечі 2-ї хромосоми.  Довжина поліпептидного ланцюга білка становить 392 амінокислот, а молекулярна маса — 42 907.
| 10         |  | 20         |  | 30         |  | 40         |  | 50         |
| ---------- |  | ---------- |  | ---------- |  | ---------- |  | ---------- |
| MDLFGDLPEP |  | ERSPRPAAGK |  | EAQKGPLLFD |  | DLPPASSTDS |  | GSGGPLLFDD |
| LPPASSGDSG |  | SLATSISQMV |  | KTEGKGAKRK |  | TSEEEKNGSE |  | ELVEKKVCKA |
| SSVIFGLKGY |  | VAERKGEREE |  | MQDAHVILND |  | ITEECRPPSS |  | LITRVSYFAV |
| FDGHGGIRAS |  | KFAAQNLHQN |  | LIRKFPKGDV |  | ISVEKTVKRC |  | LLDTFKHTDE |
| EFLKQASSQK |  | PAWKDGSTAT |  | CVLAVDNILY |  | IANLGDSRAI |  | LCRYNEESQK |
| HAALSLSKEH |  | NPTQYEERMR |  | IQKAGGNVRD |  | GRVLGVLEVS |  | RSIGDGQYKR |
| CGVTSVPDIR |  | RCQLTPNDRF |  | ILLACDGLFK |  | VFTPEEAVNF |  | ILSCLEDEKI |
| QTREGKSAAD |  | ARYEAACNRL |  | ANKAVQRGSA |  | DNVTVMVVRI |  | GH         |

A: Аланін

C: Цистеїн

D: Аспарагінова кислота

E: Глутамінова кислота

F: Фенілаланін

G: Гліцин

H: Гістидин

I: Ізолейцин

K: Лізин

L: Лейцин

M: Метіонін

N: Аспарагін

P: Пролін

Q: Глутамін

R: Аргінін

S: Серин

T: Треонін

V: Валін

W: Триптофан

Кодований геном білок за функціями належить до гідролаз, протеїн-фосфатаз, фосфопротеїнів. 
Задіяний у таких біологічних процесах як поліморфізм, ацетиляція. 
Білок має сайт для зв'язування з іонами металів, іоном магнію, іоном марганцю. 
Локалізований у цитоплазмі.